# 1,2,4-butaantriol
1,2,4-butaantriol (BT) is een alcohol met drie hydroxylgroepen. Het is een viskeuze vloeistof. Het molecuul heeft een asymmetrisch koolstofatoom, zodat BT voorkomt als twee enantiomeren (R)- en (S)-butaantriol, of als racemisch mengsel.

## Synthese
BT kan langs de volgende wegen geproduceerd worden:
- hydroformylering van glycidol, gevolgd door reductie van het bekomen reactieproduct
- katalytische hydrogenering van maleïnezuur onder hoge druk
- de reductie van maleïnezuuresters met natriumboorhydride[1]
- langs biotechnologische weg met genetisch gemodificeerde bacteriën. Als uitgangsproduct kan men D-xylose gebruiken[2]

## Toepassingen
Door nitrering van BT bekomt men butaantrioltrinitraat, dat in de voortstuwing van militaire raketten wordt gebruikt. Dit is een alternatief voor nitroglycerine met als voordelen dat het thermisch stabieler, minder vluchtig en schokbestendiger is dan nitroglycerine.
BT is ook een tussenproduct in de synthese van sommige farmaceutische en landbouwchemicaliën, waaronder rosuvastatine (Crestor).
Als polyol kan BT ook fungeren als monomeer voor polyesters.